# رایان برد
رایان برد (انگلیسی: Ryan Bird؛ زادهٔ ۱۵ نوامبر ۱۹۸۷) بازیکن فوتبال اهل بریتانیا است.
از باشگاه‌هایی که در آن بازی کرده‌است می‌توان به باشگاه فوتبال پورتسموث، باشگاه فوتبال کمبریج یونایتد، باشگاه فوتبال یئوویل تاون، باشگاه فوتبال هارتل پول یونایتد، باشگاه فوتبال هاوانت و واترلوویل، و باشگاه فوتبال بورنهام اشاره کرد.